# علم عام
العلوم العامة مصطلحٌ يُطلق على الأبحاث التي تُجرى بين العامة أو تشملهم. وقد برز نوعان من العلوم العامة، أحدهما يعتمد على البحث الإجرائي التشاركي، والآخر على التوعية العامة.